# Heteropoda plebeja
Heteropoda plebeja is een spinnensoort in de taxonomische indeling van de jachtkrabspinnen (Sparassidae).
Het dier behoort tot het geslacht Heteropoda. De wetenschappelijke naam van de soort werd voor het eerst geldig gepubliceerd in 1887 door Tord Tamerlan Teodor Thorell.